# One Man and His Droid
One Man and His Droid is een computerspel dat werd uitgegeven door Mastertronic. Het spel kwam in 1985 uit voor de Amstrad CPC, Commodore 64 en de ZX Spectrum. Een jaar later volgde een release voor de Atari 8 bit. De speler bestuurt in dit spel een droid op de planeet Andromadous.

## Platforms
| Jaar | Platform                               |
| ---- | -------------------------------------- |
| 1985 | Amstrad CPC, Commodore 64, ZX Spectrum |
| 1986 | Atari 8-bit, Commodore 16 Plus/4       |

## Ontvangst
| Beoordeeld door                         | Platform    | Datum         | Score |
| --------------------------------------- | ----------- | ------------- | ----- |
| Sinclair User                           | ZX Spectrum | januari 1986  | 80%   |
| Your Sinclair                           | ZX Spectrum | januari 1986  | 60%   |
| Atari Gamer - XL-XE Game Review Edition | Atari 8-bit | december 2013 | 50%   |